# عائشة سلطان
السلطانة عائشة (بالتركية العثمانية: عائشة سلطان وبالتركية: Ayşe Sultan) هي الابنة الأولى للسلطان أحمد الأول وزوجته السلطانة مه بيكر كوسم (والبنات الأخريات هن: فاطمة سلطان، خان زاده سلطان، وجوهرخان سلطان). تعتبر شخصية هائلة وأسطورية في التاريخ العثماني.

## حياتها
كانت الحياة من سلالة الإناث تحت تأثير فكانت غالباً السلطانات العثمانيات يستخدمن للحفاظ على مستقبل اخوتهم الامراء والسلاطين ومنصبهن، أجبرت على الزواج وهي طفلة تبلغ من العمر 6 سنوات فقط من الوزير الصدر الأعظم نصوح باشا وبعد عام واحد تم إجراء حفل الزفاف فتم نقل عائشة سلطان إلى قصر نصوح باشا، وحين تم اعدامه ورثت جزءا من الثروة فكان نصوح باشا واحد من اغنى صدر أعظم بعد رستم باشا.
1614-1632
بعد أن ورثت جزاء من ثروة نصوح باشا، تم تعليمها وتثقيفها بشكل جيد جداً فكانت الأميرة الشابة حريصة جداً واصبحت صاحبة نفوذ في الدولة واصبحت شخصية هائلة، قوية ولها تأثير.

## نفوذها ودهائها
أصبحت صاحبة نفوذ في الدولة حيث أنها كانت توسع نفوذها السياسي تزوجت من أقوى الوزراء لذلك كان لها تأثير على الديوان، فكانت تدعم شقيقها شاهزادة قاسم «امير القلوب» لعلمها بإنه شجاع وذكي وقوي وعادل،
ذكر أحد المؤرخين عن حكم المرأة (التركية العثمانية: قادينلر سلطنتي)، الإمبراطورية العثمانية عرفت بإحدى الفترات ب «عهد المرأة» من قبل والدة السلطان أو أخت السلطان كما رأينا وعلى سبيل المثال (مهرماه سلطان ابنة سليمان القانوني ووالدتها خرّم سلطان، وابنتا السلطان أحمد الاول عائشة سلطان وفاطمة سلطان ووالدتهم كوسم سلطان وغيرهن) فتمكنوا بهذه الفترة بالسيطرة على الإمبراطورية العثمانية ووسعوا نفوذهم السياسي.

## أهميتها
كانت لعائشة سلطان شخصية مهمة خلال فترة حكم اخوتها الأشقاء مراد الرابع وابراهيم الاول، فقد تدخلت ببعض الشؤون السياسة من خلال تأثيرها على الديوان وهي تعتبر فترة الذروة لحكم المرأة.

## هيمنتها بالسلطة
كانت لديها حياة أسطورية وملونة، والتآمر والذكاء فكانت للسيدة عائشة سلطان سمعة الشجاعة والعاطفة، فكانت كريمة وذكية داهية وحذرة للغاية فكانت كانت متفردة بالذكاء والعلم لا مثيل لها.

## قوتها
كانت قوية جداً وقيل أنها كانت أمسكت بالجارية ملك والمتهمين بقتل والدتها كوسم سلطان، وسلمتهم للإنكشارية، وشهدت إعدامهم. وقيل أنها لم تغلق عينيها أثناء تفيذ حكم الإعدام بقاتلي والدتها بل كان ذلك نصراً عظيماً بالنسبة لها.

## وصفها وجمالها الأخاذ
كانت لديها قوة هائلة وكانت تتمتع بذكاء شديد، شرسة للغاية وقوية فتم التأكيد على أنها خضراء العينين وبيضاء البشرة فكان جمالها آخاذ حيث انها تصنف من أجمل السلطانات.

## أوقافها
أنشأت بازار صغير وقامت ببناء حمام واحد صغير وكانت لها عدة اوقاف واعمال خيرية من مؤسستها.

## أزواجها
- نصوح باشا (1612 — 1614)
- قره قاش محمد باشا (حوالي 1620 — 1621)
- حافظ أحمد باشا (1626 — 1632)[2]
- مرتضى باشا (1635 — 1636)
- أحمد باشا الجلب (1639 — 1644)
- فينوك أحمد باشا (1645 — 1649)
- إبشير مصطفى باشا (1655)[3]
- سليمان باشا الأرمني (1656 — 1657)

## أبنائها
لم يكن لديها سوى ابن واحد «مصطفى باي» من الزواج الثالث.

## وفاتها
توفيت في عام 1657 بسبب غير معروف.

## كتب
- الامبراطوري حريم: المرأة والسيادة في الدولة العثمانية عام 1993 من قبل ليزلي بيرس، مطبعة جامعة أكسفورد، ISBN 0-19-508677-5
- «الإمبراطورية بيت عثمان: علم الأنساب». المؤرشفة من الأصلي في 2 مايو 2006.
- بيرس، ليزلي P. (1993). الإمبراطوري حريم: المرأة والسيادة في الدولة العثمانية. نيويورك: مطبعة جامعة أكسفورد ISBN 0-19-508677-5 .
- Yermolenko، غالينا (أبريل 2005). "Roxolana:" إن أعظم Empresse الشرق "جامعة DeSales، مركز وادي، ولاية بنسلفانيا.
- Yermolenko، غالينا الأول (1988). Roxolana في EUROPAN الأدب والتاريخ والثقافة. اشجان المحدودة للنشر.

- Uluçay، Mustafa Çağatay (1985). Padışahların kadınları ve kızları. Türk Tarihi Kurumu Yayınları. ص. 220.
- Sakaoğlu، Necdet (2008). Bu mülkün kadın sultanları: Vâlide sultanlar, hâtunlar, hasekiler, kadınefendiler, sultanefendiler. Oğlak Yayıncılık. ص. 303.
- Börekçi، Günhan (2010). Factions And Favorites At The Courts Of Sultan Ahmed I (r. 1603-17) And His Immediate Predecessors. Ohio State University. ص. 303. {{استشهاد بكتاب}}: الوسيط |ref=harv غير صالح (مساعدة)
- Singh, Nagendra Kr (2000). International encyclopaedia of Islamic dynasties (reproduction of the article by M. Cavid Baysun "Kösem Walide or Kösem Sultan" in The Encyclopaedia of Islam vol V). Anmol Publications PVT. ص. 423–424. ISBN:81-261-0403-1.
- Naima، Mustafa (1832). Annals of the Turkish Empire from 1591 to 1659 of the Christian Era: Volume 1. Oriental Translation Fund. ص. 471.
- Uluçay، M.Cağatay (1956). Harem'den mektuplar I. Vakit matbaasi. ص. 206. {{استشهاد بكتاب}}: الوسيط |ref=harv غير صالح (مساعدة)
- Leslie P. Peirce (1993). The Imperial Harem: Women and Sovereignty in the Ottoman Empire. Oxford University Press. ص. 374. ISBN:978-0-195-08677-5. مؤرشف من الأصل في 2020-04-04.
- Çelebi, Evliya. 1991 [1659]. “Kaya Sultan (1659).” In The Intimate Life of an Ottoman Statesman: Melek Ahmed Pasha (1588–1662) As Portrayed in Evliya Çelebi's Book of Travels (Seyahat-Name). Ed. Robert Dankoff. Albany: SUNY Press, pp. 221–36.
- Freely، John (1999). Inside the Seraglio: Private Lives of the Sultans in Istanbul. Viking. ص. 360. ISBN:978-0140270563.
- Gülsoy، Ersin (2004). Girit'in fethi ve Osmanlı idaresinin kurulması 1645–1670. Tarih ve Tabiat Vakfı. ص. 383.
- Halman، Talât Sait؛ Warner، Jayne L. (2008). I, Anatolia and Other Plays. Syracuse University Press. ص. 256. ISBN:9786059306409.